# Marmara
Marmara là một huyện thuộc tỉnh Balıkesir, Thổ Nhĩ Kỳ. Huyện có diện tích 154 km² và dân số thời điểm năm 2007 là 8597 người, mật độ 56 người/km².